# Steindachnerina varii
Steindachnerina varii es una especie de peces de la familia Curimatidae en el orden de los Characiformes.

## Morfología
Los machos pueden llegar alcanzar los 9,4 cm de longitud total.

## Hábitat
Vive en zonas de clima subtropical.

## Alimentación
Come  algas.

## Distribución geográfica
Se encuentran en Sudamérica: ríos costeros entre los ríos  Surinam y Oyapock.